# Kodi (logiciel)
Pour les articles homonymes, voir Kodi.
 (août 2020).
Kodi (anciennement Xbox Media Center ou XBMC) est un lecteur multimédia libre initialement créé pour la première génération de la console de jeux Xbox. L’équipe de développement a ensuite porté le logiciel afin qu'il puisse tourner nativement sous les systèmes d’exploitation BSD, GNU/Linux (dont Raspbian), Mac OS X, Microsoft Windows, Android et iOS.
Kodi supporte un large choix de formats multimédia et incorpore des fonctionnalités telles que les listes de lecture, les visualisations audio, les diaporamas d’images, les prévisions météo et toute une série d’extensions tierces. En tant que Media center, Kodi peut lire la plupart des formats de fichiers audio et vidéo, et afficher des images depuis n’importe quelle source virtuelle, incluant les CD, DVD, disque USB, Internet et le réseau local.
Il peut se connecter sur Internet Movie Database ou CDDB pour récupérer des informations sur les musiques ou vidéos. Kodi offre aussi la possibilité de regarder des vidéos en streaming ou d'écouter les radios sur Internet, notamment celles des services Shoutcast et Last.fm.
Kodi permet d'ajouter des options - appelées fonctions, extensions ou add-ons - programmées par des tiers. Pour cela, Kodi supporte les scripts Python, le langage utilisé par les programmeurs tiers pour que les utilisateurs puissent ajouter ces fonctions.
Des logiciels en ont été dérivés (en), tels que MediaPortal (en) et Plex, ainsi que des systèmes d'exploitation, comme OpenELEC (en) et LibreELEC.

## Historique

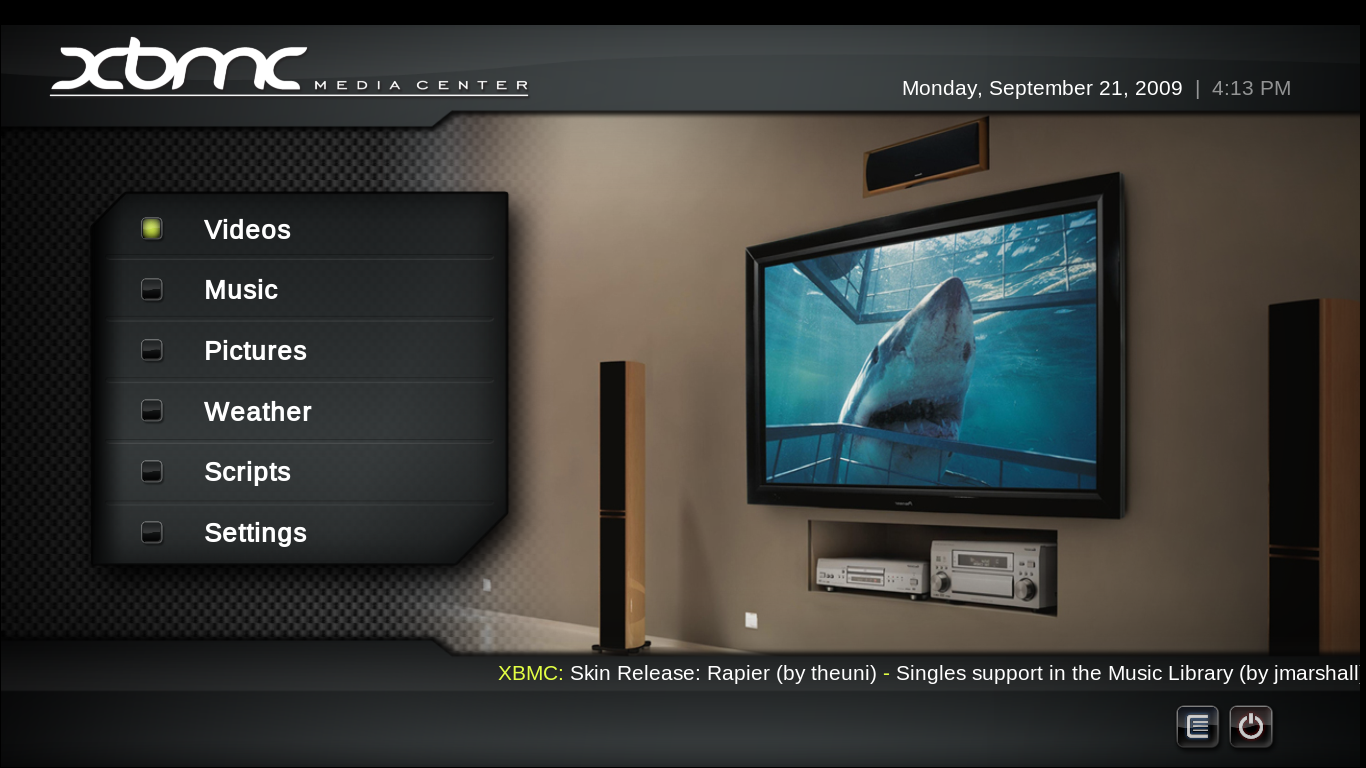
Capture d'écran de l'écran d'accueil de XBMC Media Center

XBMC est le successeur de Xbox Media Player, les développeurs ont décidé en 2003 de réécrire entièrement le programme. La version 1.0 de XBMC est sortie en juin 2004. Une Xbox modifiée est requise pour faire fonctionner XBMC sous Xbox car ce n'est pas une application signée par Microsoft.
À partir de la version 8.10, sortie en novembre 2008, XBMC est disponible sur de multiples plateformes comme Linux, Windows ou Mac OS X.
Le 1er août 2014, le projet change de nom, il s'appelle désormais Kodi.

## Aperçu

### Fonctionnalités

#### Météo
La fonctionnalité Météo permet d'obtenir les prévisions météorologiques à plusieurs jours, typiquement une semaine. La fonctionnalité doit d'abord être activée (SYSTEME > Météo > Service d'informations météo). Plusieurs sources d'information sont disponibles. Certaines sources ne donnent les prévisions météorologiques que pour une seule région du monde : Met Office (région: Royaume-Uni), Oz Weather (région : Australie). D'autres sources donnent les prévisions pour toutes les régions du monde comme Yahoo! Weather. Certaines sources nécessitent une inscription préalable sur le site Internet de la source pour obtenir une clé d'authentification : OpenWeatherMap, Weather Underground.

#### Images
La fonctionnalité Images permet de visualiser les images disponibles (photos, etc.) dans un ou plusieurs dossiers, après avoir ajouté une source d'images. Différentes extensions (add-ons) sont également disponibles pour regarder les images également sur Internet (OneDrive, Flickr, Google Images, etc.).

#### Radio
La fonctionnalité Radio permet d'écouter des programmes radio en direct. Ces programmes radio peuvent être des programmes diffusés via la TNT, via l'ADSL, via le câble ou via le streaming par Internet, en fonction de l'extension (add-on) choisie.
La fonctionnalité Radio n'est pas activée par défaut dans Kodi lors de l'installation du logiciel. Elle l'est en activant certaines extensions TV comme PVR Demo Client. Généralement, les add-ons développés pour écouter la radio sont disponibles parmi les extensions Musique.

#### TV
La fonctionnalité TV permet de regarder des programmes TV en direct. Ces programmes peuvent être diffusés via la TNT, via l'ADSL, via le câble ou via le streaming par Internet, en fonction de l'extension (add-on) choisie.
La fonctionnalité TV n'est pas activée par défaut dans Kodi lors de l'installation du logiciel. Afin de débloquer cette fonctionnalité, il faut d'abord activer une extension TV (SYSTEME > EXTENSIONS > Mes extensions > Clients enregistreurs vidéo > cliquer sur l'extension voulue puis cliquer sur Activer et relancer Kodi). Plusieurs extensions TV peuvent être activées en même temps. Ensuite seulement, la fonctionnalité TV est activée dans la partie SYSTEME (SYSTEME > TV > Général > cocher Activé). La fonctionnalité TV apparait alors dans le menu principal.

#### Vidéos
La fonctionnalité Vidéos permet de regarder des vidéos comme des films, des dessins animés, des documentaires, des vidéos personnelles, etc. Kodi peut lire des vidéos de plusieurs manières :
- Soit en lisant individuellement les vidéos stockées dans un ou plusieurs dossiers via l'option Fichiers : au départ, l'utilisateur ajoute une source de vidéos, c'est-à-dire le dossier contenant les vidéos. Ensuite, une fois qu'un dossier est ajouté, l'utilisateur peut accéder aux vidéos contenues dans le dossier. L'utilisateur ajoute autant de sources que désiré,
- Soit en lisant des listes de lecture, c'est-à-dire des groupes de vidéos, via l'option Listes de lecture : l'utilisateur crée des listes de lecture des vidéos déjà ajoutées via l'option Fichiers. Au départ, l'utilisateur crée une liste de vidéos par type ou bien par mots-clés dans le titre ou le résumé. Une fois la liste créée, l'utilisateur peut la lancer. L'utilisateur peut créer autant de listes que souhaité,
- Soit en lisant des vidéos de manière particulière via l'option Extensions Vidéos : les extensions sont des applications particulières développées par des tiers. Les applications peuvent lire des vidéos de diverses manières, en fonction de l'application : vidéos disponibles sur Internet même en streaming, vidéos disponibles via la TNT, etc.

#### Musique
La fonctionnalité Musique permet d'écouter des fichiers audio comme des morceaux de musique. Kodi peut écouter des fichiers audio de plusieurs manières :
- Soit en lisant individuellement les fichiers audio stockés dans un ou plusieurs dossiers via l'option Fichiers : au départ, l'utilisateur ajoute une source de musique, c'est-à-dire le dossier contenant les fichiers audio. Ensuite, une fois qu'un dossier est ajouté, l'utilisateur peut accéder aux fichiers audio contenus dans le dossier. L'utilisateur ajoute autant de sources que désiré,
- Soit en lisant des listes de lecture, c'est-à-dire des groupes de fichiers audio, via l'option Listes de lecture : l'utilisateur crée des listes de lecture des fichiers audio déjà ajoutés via l'option Fichiers. Au départ, l'utilisateur crée une liste de fichiers audio par type ou bien par mots-clés dans le titre ou le résumé. Une fois la liste créée, l'utilisateur peut la lancer. L'utilisateur peut créer autant de listes que souhaité,
- Soit en lisant des fichiers audio de manière particulière via l'option Extensions Musique: les extensions sont des applications particulières développées par des tiers. Les applications peuvent lire des fichiers audio de diverses manières, en fonction de l'application : podcasts disponibles sur Internet même en streaming, radios disponibles sur Internet, etc.
- Des effets 3D peuvent compatibles Shadertoy peuvent être affichés en fond d'écran lors de l'écoute de la musique.

#### Programmes
La fonctionnalité Programmes permet d'utiliser des options variées autres que celles reprises dans les fonctionnalités Météo, Images, Radio, TV, Vidéos et Musique. Ces nombreuses options incluent, de manière non exhaustive :
- Le téléchargement d'artworks et des fanarts liés à des séries TV, des films, etc.
- Des guides de programmes TV
- La gestion des back-ups des configurations personnalisées de Kodi
- Le visionnage des photos et vidéos disponibles sur Facebook, Dropbox, etc.
- L'accès à une boite mail sur des comptes comme Gmail, Yahoo, AOL, iCloud et d'autres
- La configuration de télécommandes pour pouvoir être utilisées avec Kodi

Aucun add-on Program n'est installé par défaut. L'utilisateur les installe lui-même, autant que souhaité.

### Langues disponibles
Kodi est disponible dans plus de 75 langues via son interface.

### Sites officiels
- (en) Site officiel